# Team Novo Nordisk/Saison 2018

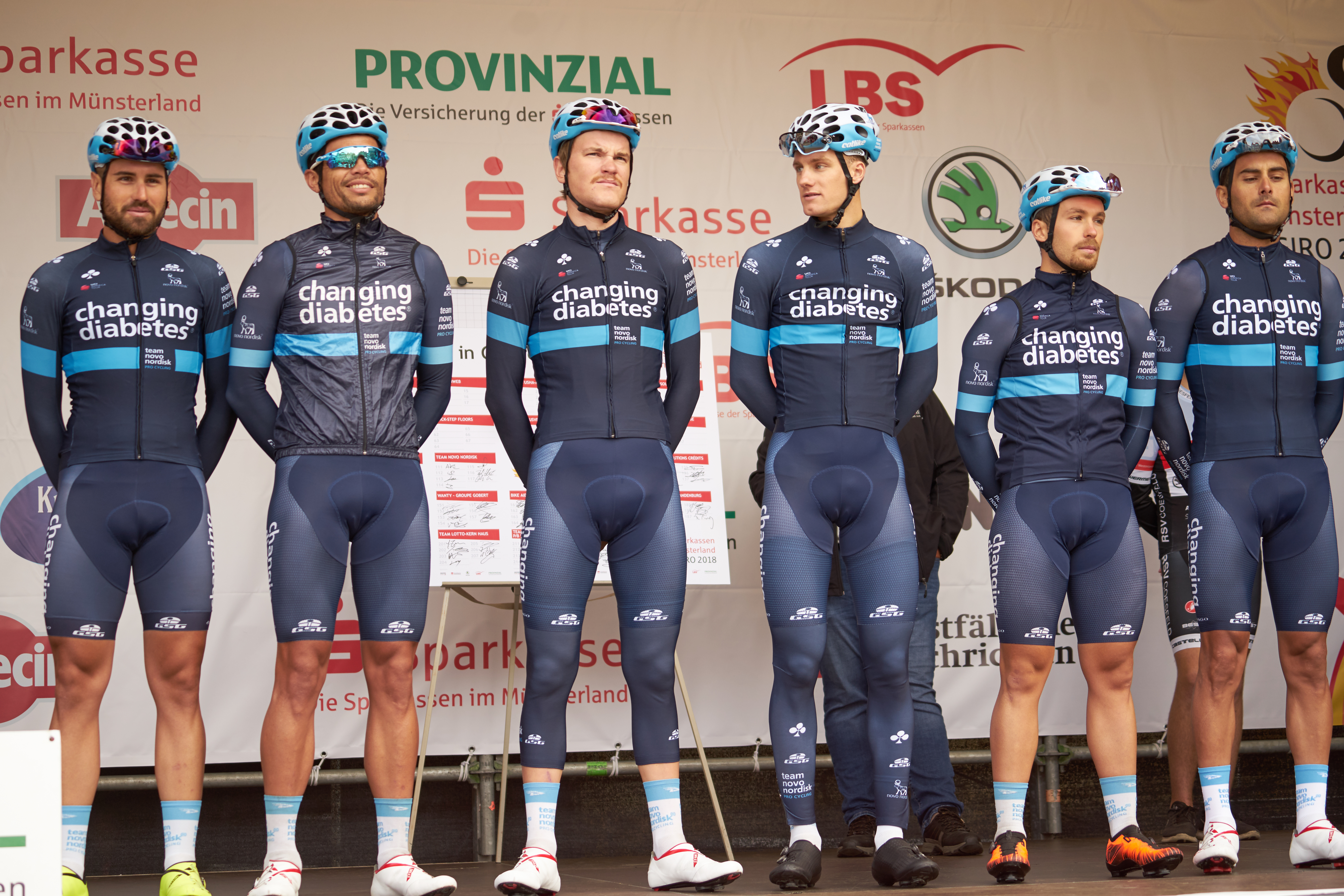
Team Novo Nordisk beim Münsterland Giro 2018 am 3. Oktober 2018 in Coesfeld

Diese Liste beschreibt die Mannschaft und die Erfolge des Radsportteams Team Novo Nordisk in der Saison 2018.

## Erfolge in der UCI Africa Tour
| Datum      | Rennen                   | Kat. | Sieger       |
| ---------- | ------------------------ | ---- | ------------ |
| 11. August | 7. Etappe Tour of Rwanda | 2.2  | David Lozano |

## Mannschaft
| Teamkader 2018                            | Teamkader 2018     | Teamkader 2018         | Teamkader 2018                       |
| Name                                      | Geburtsdatum       | Land                   | Vorheriges Team                      |
| ----------------------------------------- | ------------------ | ---------------------- | ------------------------------------ |
| Mehdi Benhamouda                          | 2. Januar 1995     | Frankreich             | Team Novo Nordisk Development (2015) |
| Sam Brand                                 | 27. Februar 1991   | Vereinigtes Königreich | Team Novo Nordisk (2017)             |
| Fabio Calabria                            | 27. August 1987    | Australien             | Team Novo Nordisk Development (2016) |
| Stephen Clancy                            | 19. Juli 1992      | Irland                 |                                      |
| Romain Gioux                              | 6. September 1986  | Frankreich             |                                      |
| Joonas Henttala                           | 17. September 1991 | Finnland               |                                      |
| Brian Kamstra                             | 5. Juli 1993       | Niederlande            |                                      |
| David Lozano                              | 21. Dezember 1988  | Spanien                |                                      |
| Reid McClure                              | 10. November 1995  | Kanada                 | Team Novo Nordisk Development (2016) |
| Emanuel Mini                              | 14. Juni 1986      | Argentinien            |                                      |
| Andrea Peron                              | 28. Oktober 1988   | Italien                |                                      |
| Charles Planet                            | 30. Oktober 1993   | Frankreich             |                                      |
| Umberto Poli                              | 27. August 1996    | Italien                | Team Novo Nordisk Development (2016) |
| Quentin Valognes                          | 19. Juni 1996      | Frankreich             | Team Novo Nordisk Development (2016) |
| Rik van IJzendoorn                        | 22. August 1987    | Niederlande            | Team Novo Nordisk Development (2016) |
| Christopher Williams                      | 10. November 1981  | Australien             |                                      |
|                                           |                    |                        |                                      |
| Quellen: ProCyclingStats Cycling Quotient |                    |                        |                                      |